# Taner
Taner ist ein türkischer männlicher Vorname und Familienname.

## Bedeutung
Taner ist ein zusammengesetztes Substantiv, bestehend aus tan (Morgendämmerung) und er (Mann, Soldat, tapfere bzw. furchtlose Person, Held), und kann sinngemäß als „Ein strahlender Held wie das Leuchten in der Morgendämmerung“ übersetzt werden.

## Namensträger

### Vorname
- Taner Akçam (* 1953), türkischer Historiker, Soziologe und Autor
- Taner Akyol (* 1977), türkischer Musiker und Komponist
- Taner Alpak (* 1967), türkischer Fußballspieler und -trainer
- Taner Ari (* 1987), österreichisch-türkischer Fußballspieler
- Taner Gülleri (* 1976), türkischer Fußballspieler
- Taner Kılıç (* 1969), türkischer Rechtsanwalt und Menschenrechtler
- Taner Sağır (* 1985), türkischer Gewichtheber
- Taner Sahintürk (* 1978), deutscher Schauspieler
- Taner Taktak (* 1990), belgisch-türkischer Fußballspieler
- Taner Taşkın (* 1972), türkischer Fußballspieler und -trainer
- Taner Yalçın (* 1990), deutscher Fußballspieler
- Taner Yıldız (Politiker) (* 1962), türkischer Politiker
- Taner Yıldız (Fußballspieler) (* 1992), türkischer Fußballspieler

### Familienname
- Emre Taner (* 1942), türkischer Nachrichtendienstmitarbeiter
- Güneş Taner (* 1949), türkischer Politiker
- Haldun Taner (1915–1986), türkischer Schriftsteller
- Seyyal Taner (* 1952), türkische Sängerin und Schauspielerin
- Ziya Taner (1924–2001), türkischer Fußballtrainer